# Matrix Revolutions
Matrix Revolutions (títol original en anglès The Matrix Revolutions) és la tercera i última part de la trilogia inicial de Matrix. Està dirigida pels germans Wachowski i produïda per Joel Silver, igual que a les dues entregues anteriors. Està distribuïda per Warner Bros i es va estrenar l'any 2003. Cal destacar que Matrix Revolutions i Reloaded es van gravar juntes, és a dir, durant una part del rodatge feien una, i durant una altra, la segona. S'ha doblat i subtitulat al català.

## Argument
Ha arribat l'inevitable: humans i màquines s'enfronten per la supervivència. Mentrestant, Neo, Trinity i Morfeu intentaran fer tot el possible per guanyar. En aquesta última part, Morfeu intenta salvar la situació amb tots els caps polítics de Sió; per altra banda, Neo donarà el màxim de si mateix per fer front a l'atac (juntament amb Trinity), tot i que sap que morirà i a més el fereixen en un atac i el deixen cec. Tot i això, la pel·lícula no té un final feliç, ja que Trinity mor de camí a la Ciutat de les Màquines i Neo també mor lluitant contra l'Agent Smith, tot i que al final salva la humanitat.

## Repartiment
- Keanu Reeves: Thomas Anderson / Neo
- Carrie-Anne Moss: Trinity
- Laurence Fishburne: Morpheus
- Hugo Weaving: Agent Smith
- Mary Alice: Oracle
- Helmut Bakaitis: Arquitecte
- Lambert Wilson: Merovingi
- Monica Bellucci: Persephone
- Tanveer K. Atwal: Sati
- Collin Chou: Seraph
- Harry Lennix: Comandant Lock
- Harold Perrineau Jr.: Link
- Jada Pinkett Smith: Niobe
- Ian Bliss: Bane
- Gina Torres: Cas
- Cornel West: Conseller West

## Al voltant de la pel·lícula
Una de les curiositats del film és que Gloria Foster, l'actriu que interpretava l'Oracle, va morir (no durant el rodatge); tot i així, es va haver de canviar el guió per culpa de l'imprevist.
En aquesta pel·lícula es pot apreciar la bellesa dels magnífics efectes especials, els millors dels tres films, que a més a més s'adapten perfectament amb la grandària de la història fent de Matrix Revolutions una fusió impressionant entre efectes sonors i visuals. Les parts on es pot veure millor és a la batalla de Sió i durant la lluita final de Neo vs A. Smith.